# Dílo Mistra Pavla z Levoče
Dílo Mistra Pavla z Levoče tvoří jedinečný soubor sochařských prací tohoto pozdněgotického řezbáře.

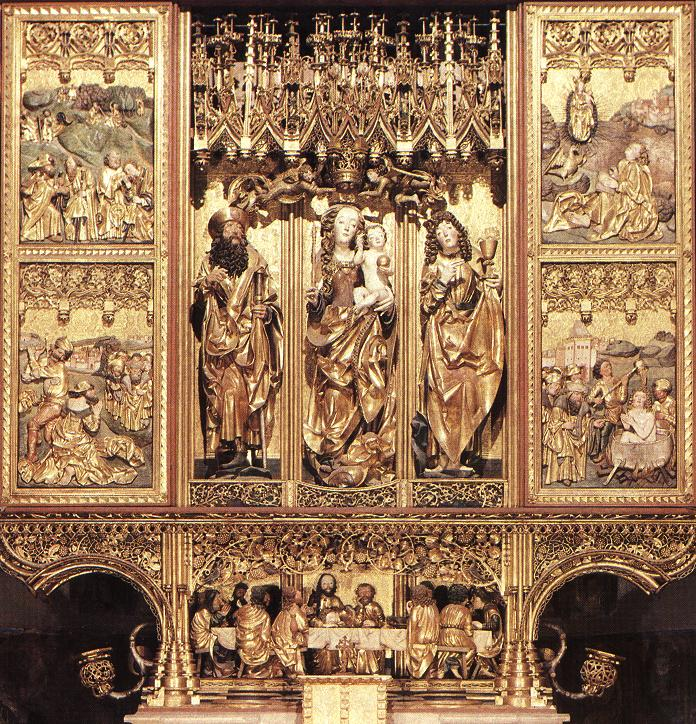
Hlavní oltář Chrámu sv. Jakuba v Levoči

Mezi národní kulturní památky patří od roku 1961 i dílo Mistra Pavla z Levoče.

## Výzkum Pavlova díla
Tvorba Mistra Pavla se dostala do širšího povědomí veřejnosti až po druhé světové válce, kdy se zrestauroval hlavní oltář farního kostela v Levoči, a zejména po výstavě jeho prací v roce 1967 – 450 let od dokončení oltáře. Se jménem Mistra Pavla jsou spojeny nejvýznamnější díla slovenské pozdní gotiky i celý okruh prací, rozdílné kvalitativní úrovně, ovlivněných jeho slohem, který intenzivně vyzařoval až do dvacátých let 16. století.

## Levoča
Hlavní a nejslavnější dílo vytvořil během svého působení v Levoči kam přišel kolem roku 1500 na pozvání levočského měšťana Juraje Thurza. Díky několika zachovaným údajům je u nás jedním z mála pozdně středověkých umělců známých podle jména. Jako autor hlavního oltáře Chrámu svatého Jakuba se uvádí na epitafu rodiny kameníka Martina Urbanowitze z roku 1621, umístěném na východní stěně jižní předsíně kostela. Z něho vyplývá, že kameníkova manželka Margita byla vnučkou řezbáře Pavla, který vyřezal hlavní oltář tohoto kostela. Na základě doloženého autorství a v porovnání s oltářem se pak jednotliví znalci pokoušeli vymezit ostatní Pavlovu tvorbu. Hlavní oltář v levočském chrámu je současně jediným písemně doloženým dílem Mistra Pavla, proto je i východiskem při určování dalších plastik, u nichž je autorství Mistra Pavla zřejmé, případně prací pocházejících z Pavlovy dílny. Oltář, ke kterému se vztahují písemné zprávy z r. 1508 – 1517, je největším pozdně gotickým křídlovým oltářem na světě'' (výška 18,62 m, šířka 6 m).

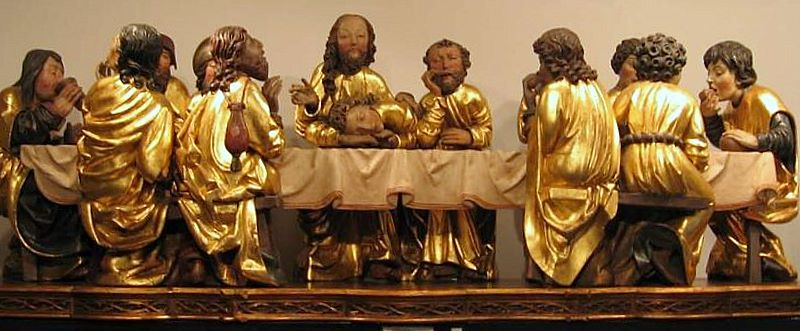
Mistr Pavel z Levoče, Poslední večeře, kopie plastiky z předěly hlavního oltáře Chrámu sv. Jakuba v Levoči

Má jednotnou výtvarnou koncepci ve spojení architektonické, sochařské a malířské složky. Vznikal za účasti více spoluautorů a dílenských spolupracovníků po etapách několik let (roku 1508 bylo pravděpodobně postaveno retabulum; deskové obrazy, sochy a reliéfy byly zhotoveny asi před rokem 1515 a celý oltář - polychromovaný a pozlacený - do roku 1517). V přepážce je skupina Poslední večeře, na zavřeném oltáři osm deskových obrazů Kristova umučení (Getsemanská zahrada a Jidášova zrada, Bičování, Korunování trním, výjev Hle člověk (Ecce homo), Kristus před Pilátovým soudem, Nesení kříže, Ukřižování a Zmrtvýchvstání). Malby jsou provedeny podle předloh Lucase Cranacha staršího a Hanse Leonharda Schäufeleina. Na vnitřních stranách pohyblivých křídel se nacházejí čtyři reliéfy - Rozeslání apoštolů, Stětí sv. Jakuba, Jan Evangelista na Pathmu a Umučení sv. Jana.
Diváka nejvíce zaujmou tři monumentální plastiky v nadživotní velikosti uvnitř oltářní skříně - Panny Marie (výška 2,5 m), sv. Jakuba staršího (2,3 m), patrona kostela i města, a sv. Jana Evangelisty (2,3 m).
V nástavci oltáře jsou drobné sošky církevních představitelů a sochy dvanácti apoštolů. Vznikly pravděpodobně kolem roku 1508. Reliéfy jsou prací vyzrálého umělce s vlastní estetickou představou. Charakteristické pro postavy Mistra Pavla je typizování obličejů, tvary rukou a prstů a precizní vypracování záhybů oděvních svršků.
Bezpečně prokázaným výtvorem Mistra Pavla jsou tři sochy v oltářní skříni a skupina Poslední večeře.
Kromě hlavního oltáře vytvořil Mistr Pavel v levočském chrámu i další sochařské práce: sochy sv. Jana Almužníka a sv. Leonarda na oltáři sv. Mikuláše (kolem r. 1507) a jedno z nejkrásnějších děl - skupinu Narození na stejnojmenném oltáři, která se řadí k dílům jeho rané tvorby (kolem r. 1500). Pravděpodobně Mistrovým dalším dílem je sousoší sv. Jiří v kapli sv. Jiří (kolem r. 1505 - 1507), z pozdějších prací mu lze připsat plastiky skříně oltáře sv. Janů z r. 1520.

## Banská Bystrica
Další okruh jeho prací nacházíme v jiném jeho působišti - v Banské Bystrici. Zde byl autorem hlavního oltáře pro farní kostel Panny Marie. Při velkém požáru v roce 1761, který velmi poškodil kostel i město, oltář shořel. V kapli sv. Barbory u kostela se však zachoval křídlový oltář sv. Barbory, podle nápisu na zadních stranách křídel mezi obrazy dokončený roku 1509. Oltářní architektura i samotné řezbářské práce jsou jakoby předobrazem levočského hlavního oltáře. Je to typický středoevropský pozdně křídlový oltář s predellou nesoucí skříň s párem pohyblivých křídel a ukončeným fiálovým nástavcem. V přepážce je skupina Krista a čtrnácti pomocníků, ve skříni stojí sochy Panny Marie, sv. Jeronýma a sv. Barbory. Vnitřní strany křídel zdobí reliéfy Smrt sv. Petra, Smrt deseti tisíc mučedníků, Svatý Leonard osvobozuje vězně a Smrt sv. Uršuly a jejich družek.
Na základě analogií s levočským hlavním oltářem se Pavlovi připisuje celkový návrh oltáře a dvě hlavní postavy ve skříni; skupina v přepážce a reliéfy na křídlech jsou prací jeho dílny.

## Spišská Sobota

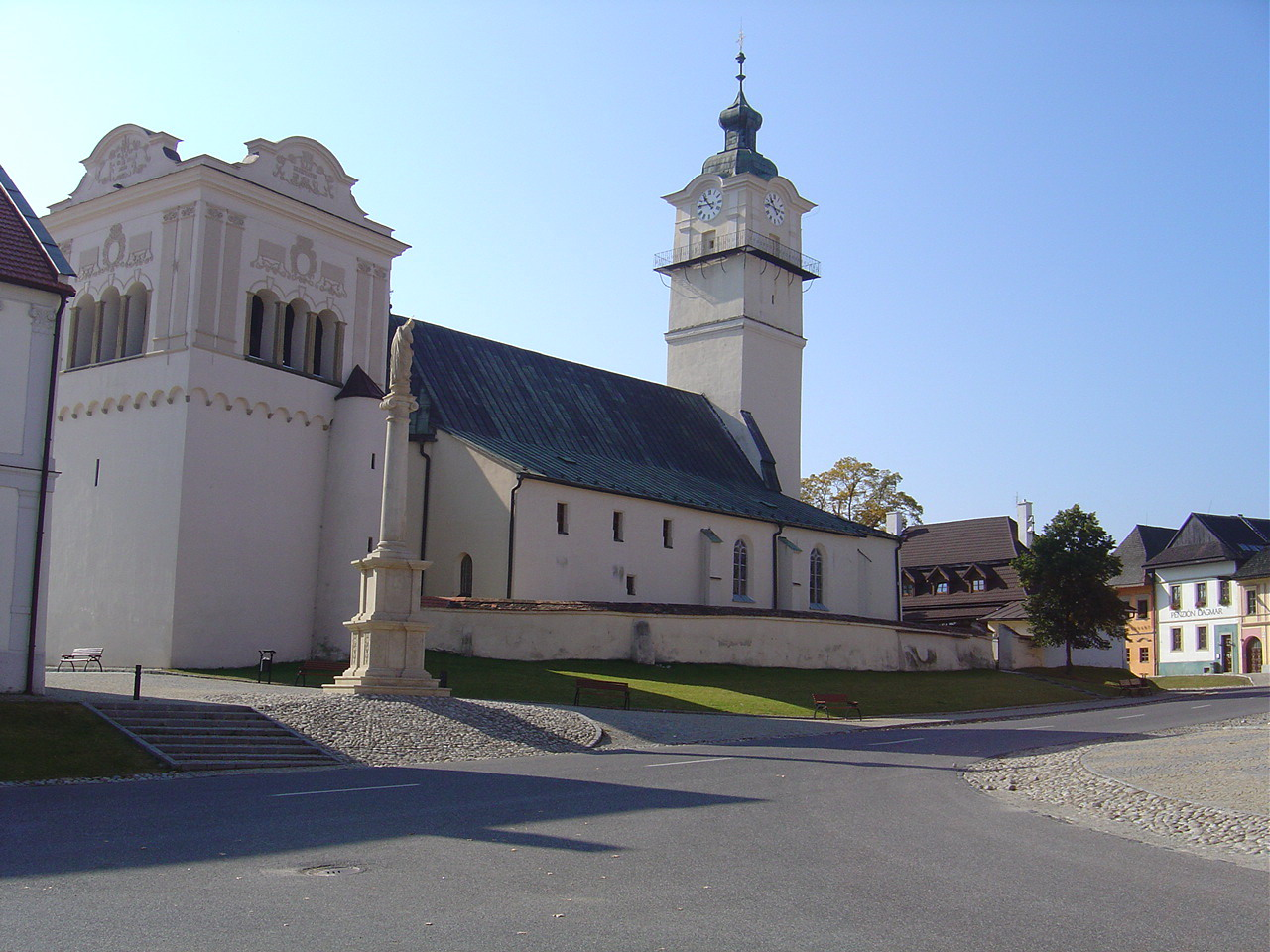
V kostele sv. Jiří v Spišské Sobotě se nachází dílo Mistra Pavla z Levoče - hlavní oltář

Už v době dokončování hlavního oltáře v Levoči pronikly do Pavlovy dílny myšlenky vznikajícího renesančního umění zprostředkované dolnouherským dvorským uměleckým prostředím. Jejich vliv je zřejmý z jiného umělcova díla, vytvořeného na jeho další zastávce v Spišské Sobotě ve dvacátých letech 16. století. Zde pro kostel sv. Jiří vytvořil stejnojmenný hlavní oltář (datován r. 1513). V predelle je opět skupina Poslední večeře, ve skříni vysoký reliéf se známým motivem Svatého Jiří bojujícího s drakem a ve štítě trůnící Bůh Otec s klečícím Kristem a Marií.

## Další práce
Ve stejnou dobu vznikl i Ukřižovaný v Lomnička, který má mnoho znaků Pavlova stylu.
Do dílenského či následovnického okruhu patří ještě hodně pozdně gotických oltářů a soch, jejichž řezbáři tvořili v duchu jeho slohu. K vynikajícím dílům z této oblasti patří Madona z hlavního oltáře v Ľubica, sv. Margita z hlavního oltáře v Mlynica, postavy Kalvárie v kostele Nanebevzetí Panny Marie v Spišské Nové Vsi, sochy hlavního oltáře v Lipanech a v Hrabušicích a další práce.

## Význam díla
Dílo Mistra Pavla z Levoče se nezachovalo celé a v původním stavu. Mnohá díla pravděpodobně zanikla úplně, z některých oltářů zbyly pouze zbytky. Převážná část Pavlova díla i prací jeho dílny je dodnes na svém původním místě, na oltářních menzách a v interiérech chrámů.
Dílo Mistra Pavla a jeho následovníků zasáhlo širší území Slovenska a vstoupilo hluboko do povědomí; bylo to dílo jedinečné, nové i osobité no v kontextu středoevropského pozdně umění.